# Toa Baja (Puerto Rico)
Toa Baja är en kommun belägen i den norra delen av Puerto Rico, med en befolkning på 89 609 invånare (2010) och är en del av storstadsområdet San Juan, Bayamón, Guaynabo, Cataño, Carolina och Trujillo Alto.
På Isla de Cabras (toabajeña-holmen i San Juan-bukten) ligger Fortín San Juan de la Cruz, ett kustfort från 1600-talet som är en del av San Juan National Historic Site  (Världsarv).

## Geografi och gränser
Toa Baja gränsar till Bayamón i öster, Dorado i väster, Toa Alta i söder och Atlanten i norr. Genom kommunen flyter floderna La Plata, Cocal och Hondo.

### Sockerindustrin
Toa-regionen, där den nuvarande kommunen Toa Baja ligger, var en av de första kända och utforskade regionerna av de spanska upptäckarna på ön Puerto Rico. Utvecklingen av sockerindustrin i regionen i mitten av artonhundratalet bidrog avsevärt till utvecklingen och den ekonomiska förstärkningen av kustområdena fram till mitten av nittonhundratalet.
En av de viktigaste haciendorna i den lokala ekonomin i staden Toa Baja i slutet av 1800-talet var sockerbruket Constancia. Det ligger norr om staden vid avfarten till Dorado och på stranden av Río de la Plata. Denna hacienda, som ägdes 1857 av katalanerna Gerardo Soler Macaya, Juan Vias Paloma och Manuel Massó Ballester, användes för plantering och malning av sockerrör. 1891 omvandlades haciendan till ett sockerbruk och var i drift fram till 1962. Senare revs det för att bygga ett apotek som heter CVS.